# Internationaux de Strasbourg 2022
L'Internationaux de Strasbourg 2022 è un torneo femminile di tennis giocato sulla terra rossa. È la 36ª edizione del torneo che fa parte della categoria WTA 250 nell'ambito del WTA Tour 2022. Si gioca al Tennis Club de Strasbourg di Strasburgo in Francia dal 15 al 21 maggio 2022.

## Partecipanti
| Nazionalità | Giocatrice        | Ranking* | Testa di serie |
| ----------- | ----------------- | -------- | -------------- |
| Rep. Ceca   | Karolína Plíšková | 6        | 1              |
| Germania    | Angelique Kerber  | 19       | 2              |
| Romania     | Sorana Cîrstea    | 26       | 3              |
| Belgio      | Elise Mertens     | 33       | 4              |
| Cina        | Zhang Shuai       | 42       | 5              |
| Stati Uniti | Sloane Stephens   | 49       | 6              |
| Rep. Ceca   | Tereza Martincová | 53       | 7              |
| Polonia     | Magda Linette     | 54       | 8              |
| Svizzera    | Viktorija Golubic | 56       | 8              |

* Ranking al 9 maggio 2022.

### Altre partecipanti
Le seguenti giocatrici hanno ricevuto una wild card per il tabellone principale:
- Angelique Kerber
- Carole Monnet
- Karolína Plíšková
- Samantha Stosur

La seguente giocatrice è entrata in tabellone grazie al ranking protetto:
- Dar'ja Saville

Le seguenti giocatrici sono passate dalle qualificazioni:

- Julie Gervais
- Lina Glushko
- Ekaterina Makarova
- Aljaksandra Sasnovič

Le seguenti giocatrici sono state ripescate in tabellone come lucky loser:
- Nefisa Berberović
- Angelina Gabueva
- Katharina Hobgarski
- Yana Morderger

### Ritiri
Prima del torneo
- Ekaterina Aleksandrova → sostituita da  Anna-Lena Friedsam
- Madison Brengle → sostituita da  Ana Konjuh
- Lauren Davis → sostituita da  Katharina Hobgarski
- Caroline Garcia → sostituita da  Nefisa Berberović
- Camila Giorgi → sostituita da  Elsa Jacquemot
- Elsa Jacquemot → sostituita da  Angelina Gabueva
- Anhelina Kalinina → sostituita da  Caroline Garcia
- Barbora Krejčiková → sostituita da  Kaja Juvan
- Tereza Martincová → sostituita da  Yana Morderger
- Jeļena Ostapenko → sostituita da  Harmony Tan
- Jasmine Paolini → sostituita da  Heather Watson
- Alison Riske → sostituita da  Bernarda Pera
- Shelby Rogers → sostituita da  Océane Dodin
- Elena Rybakina → sostituita da  Diane Parry
- Kateřina Siniaková → sostituita da  Varvara Gračëva
- Clara Tauson → sostituita da  Maryna Zanevs'ka
- Jil Teichmann → sostituita da  Lauren Davis
- Markéta Vondroušová → sostituita da  Fiona Ferro

## Partecipanti doppio
| Nazionalità   | Giocatrice     | Nazionalità   | Giocatrice      | Ranking* | Testa di serie |
| ------------- | -------------- | ------------- | --------------- | -------- | -------------- |
| Rep. Ceca     | Lucie Hradecká | India         | Sania Mirza     | 52       | 1              |
| Giappone      | Shūko Aoyama   | Taipei cinese | Chan Hao-ching  | 54       | 2              |
| Cina          | Xu Yifan       | Cina          | Yang Zhaoxuan   | 69       | 3              |
| Taipei cinese | Latisha Chan   | Australia     | Samantha Stosur | 79       | 4              |

* Ranking al 9 maggio 2022.

### Altre partecipanti
Le seguenti giocatrici sono entrate in tabellone grazie al ranking protetto:
- Bibiane Schoofs /  Rosalie van der Hoek

### Ritiri
Prima del torneo
- Kirsten Flipkens /  Nicole Melichar-Martinez → sostituite da  Nicole Melichar-Martinez /  Daria Saville

## Punti e montepremi
| Torneo              | V       | F       | SF     | QF     | 2T     | 1T     | Q    | Q1     |
| Singolare           | 280     | 180     | 110    | 60     | 30     | 1      | 18   | 1      |
| Premi in denaro ($) | $20 161 | $11 290 | $6 214 | $4 153 | $3 347 | $2 621 | N.D. | $1 613 |
| Doppio              | 280     | 180     | 110    | 60     | N.D.   | 1      | N.D. | N.D.   |
| Premi in denaro (€) | $7 528  | $4 032  | $2 524 | $1 588 | N.D.   | $1 250 | N.D. | N.D.   |

## Campionesse

### Singolare
Angelique Kerber ha sconfitto in finale  Kaja Juvan con il punteggio di 7-6(5), 6(0)-7, 7-6(5).
- È il quattordicesimo titolo in carriera per la Kerber, il primo della stagione e il primo dopo sei anni su terra rossa.

### Doppio
Nicole Melichar-Martinez /  Daria Saville hanno sconfitto in finale  Lucie Hradecká /  Sania Mirza con il punteggio di 5-7, 7-5, [10-6].